# سياقات ينتجها المتعلم
لقد نشأ مصطلح السياقات التي ينتجها المتعلم كاقتراح بأن السياق التعليمي قد يوصف بأنه بيئة من المصادر تتمحور حول المتعلم وأن السياق الذي ينتجه المتعلم هو أحد العناصر حيث تقوم مجموعة من المستخدمين بتنظيم تعاوني للموارد المتاحة من أجل خلق بيئة تلبي احتياجاتهم.
تدور العديد من المناقشات حول المحتوى الذي ينتجه المستخدم (UGC)، والمصادر التعليمية المفتوحة (OER)، والإدراك الموزع، ومجموعات الممارسة ولكن على الرغم من الاعتراف بأهمية عملية التعلم، فقد كان هناك بعض التركيز على السياقات التي ينتجها المتعلم أو تأثير التكنولوجيات الحديثة على دور المعلم والمتعلم والمؤسسة.

## الخلفية
يرتكز مصطلح السياق الذي ينتجه المتعلم (LGC) على فرضية أن عملية التعلم والتدريس لا ينبغي أن تبدأ بتوظيف تكنولوجيات جديدة، ولكن بدلاً من ذلك يتم أولاً وضع عملية التعلم في سياق قبل دعمها بالتكنولوجيا. ترجع أصول هذا المفهوم إلى مزايا وقدرات مجموعة من التكنولوجيات التخريبية وممارسة تقنية ويب 2.0 ووسائل الإعلام التشاركية والتعلم الجوال والتصميم التعليمي وتصميم المساحة التعليمية. كما اهتم كذلك بالقضايا ذات الصلة في التفاعلات الاجتماعية مع التكنولوجيا الخاصة بالأدوار والخبرات والمعارف والتربية والاعتماد والسلطة والمشاركة والديمقراطية.
لقد اهتم المفهوم الخاص بالسياق الذي ينتجه المتعلم بدراسة الزيادة السريعة في تنوع وتوافر المصادر والأدوات التي تمكن الناس من إنشاء ونشر المواد الخاصة بهم والوصول إلى تلك المواد التي قدمها الآخرون بسهولة والطرق التي توسع من نطاق هذه القدرة لكي تتجاوز إنشاء سياق التعلم للسياقات التقليدية من المعلمين والأكاديميين والمصممين وصانعي السياسات من بين أمور أخرى. كما يتحدى المفهوم كذلك العناصر التربوية القائمة إلى الحد الذي يتم النظر فيه إلى الجيل الجديد من تقنيات القراءة والكتابة والتكنولوجيات التشاركية بوصفها تمكن المتعلمين من تولي زمام تعلمهم وأفعالهم في الحياة الواقعية وللمساهمة في التصميم المشترك لمصادر التعلم. وتقدم التكنولوجيا في السياقات التي ينتجها المتعلم أبعادًا جديدة للمشاركة الفعالة والإبداع في التعلم.

## التعريف
تم تأسيس مجموعة الأبحاث الخاصة بالسياقات التي ينتجها المتعلم في ورشة عمل في باث (المملكة المتحدة) في مارس عام 2007. إن هذه المجموعة البحثية متعددة التخصصات الكائنة في مختبر المعرفة بلندن تعرف السياق الذي ينتجه المتعلم (LGC) على النحو التالي:
سياق ينتجه أشخاص يتفاعلون مع الأهداف التعليمية المشتركة أو المحددة ذاتيًا أو القابلة للتفاوض. وتعد السمة البارزة للسياقات التي يقدمها المتعلم هي أنها قد تم تكوينها من خلال مؤسسة من تلك التي كانت من المستهلكين فيما سبق في السياق الذي تم إنشاؤه من أجلهم.

## القضايا الرئيسية
إن التركيز على السياقات  يعد أمرًا أساسيًا: حيث ينظر للتعلم باعتباره عملية اجتماعية تحدث من خلال سلسلة متصلة من السياقات ويجب أن يكون التعلم «متسقًا مع السياق». ويتصف إنتاج السياق بأنه العمل على أدوات حيث يختار المستخدم بفاعلية حلول عملية التعلم وتخصيصها وتنفيذها من أجل تلبية احتياجاته الخاصة. وقد بزغت القضايا الرئيسية التالية من هذا المفهوم:
- المتعلمون بوصفهم مبتكرين لا مستهلكين
- تسهيل التعلم عن طريق «وسطاء مرنين»
- انتقال التعلم من الممارسات المنظمة تجاه التعاون القائم على المشاركة والإبداع المشترك
- يحتاج المتعلم إلى السيطرة على المشاركة في بيئة التعلم
- إن البيئة هي بيئة مادية واجتماعية ومعرفية
- يعد التصميم التعليمي هادفًا - قد لا يتطابق السياق التعليمي «الأفضل» و«المفضل»
- إن التكوين المشترك والإبداع المشترك والتصميم المشترك لمساحة التعلم يسمح للمتعلمين بتكوين السياق الخاص بهم
- تنتج سياقات التعلم الجديدة وذات الصلة من خلال الاحتياجات والأسئلة التي تنشأ من التفاعلات الاجتماعية
- سلسلة PAH المتصلة - التربية "pedagogy" (الطريقة الإدراكية)، أندراغوجيا "andragogy" (طريقة إدراك الإدراك)، هوتاغوجيا "heutagogy" (الطريقة المعرفية)

## وصلات خارجية
- Learner Generated Contexts Wiki http://learnergeneratedcontexts.pbwiki.com/
- LGC Research Group's page at OpenLearn نسخة محفوظة 27 يوليو 2011 على موقع واي باك مشين.
- The Evolving Story of LGC- A presentation given by members of the LGC group at OpenLearn07
- A Coincidence of Motivations Leading to Agile Configurations – A presentation given by Fred Garnett at Shock of the Old 7, Oxford, 2008
- LGC Launch – A presentation given at LKL debate no. 1 by founding members of the LGC Group.
- Learner-Generated Contexts: sustainable learning pathways through open content نسخة محفوظة 27 يوليو 2011 على موقع واي باك مشين. – A paper given at the OU OpenLearn07 conference in Milton Keynes, 2007
- http://hennistalk.blogspot.com/2007/11/openlearn-2007-learner-generated.html